# Isomorfismo mineral
Se denomina isomorfismo en mineralogía y química al fenómeno por el que dos sustancias distintas, por el hecho de presentar la misma estructura, distribución de átomos y dimensiones en sus moléculas, son capaces de formar conjuntamente una sola red cristalina. 
Se llama serie isomorfa al conjunto de mezclas posibles, entre dos extremos en los que cada una de las dos sustancias representa el 100%.  En mineralogía la mezcla suele recibir un nombre específico, diferente del que reciben los dos minerales formados respectivamente por cada una de las dos sustancias puras.

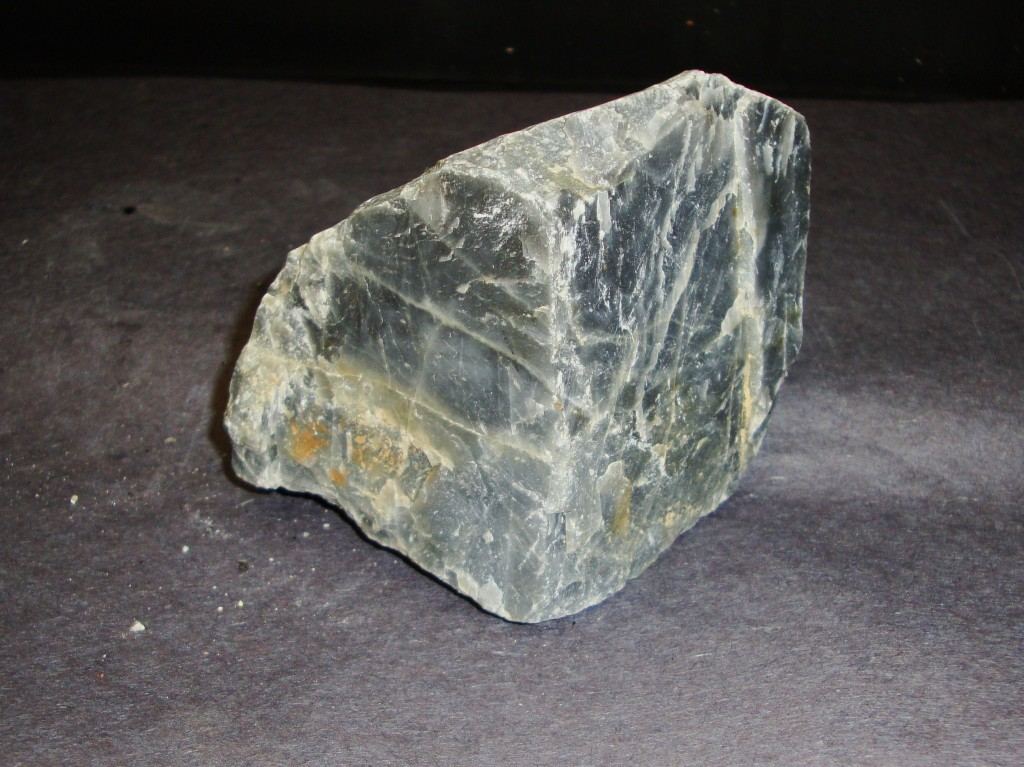
Andesina, término intermedio entre los extremos de la serie isomorfa, albita y anortita. Mina Montèlier, Virginia (USA) 6 cm

Algunos de los minerales más importantes en la formación de rocas son mezclas isomorfas, como la plagioclasa, que es una mezcla de albita y anortita, o el olivino, que es una mezcla de forsterita y fayalita.
También hay isomorfismo en algunos minerales de interés económico, como la pirargirita, mena de plata, que forma una serie con la proustita,o la wolframita, que no es una especie mineral propiamente, sino los intermedios de la serie ferberita - hübnerita. El nombre de coltán se utiliza para todos los minerales de niobio tántalo de las series columbita-Fe, columbita-Mn, y de sus series equivalentes de la tantalita,  que también forman series entre ellas.

## Historia
El concepto fue propuesto formalmente por el químico alemán Eilhard Mitscherlich en 1819, aunque los antecedentes pueden rastrearse hasta medio siglo antes, y el fundamento fue realmente puesto por Wollaston que, desarrollando el primer goniómetro de reflexión, hizo medibles las sutiles diferencias de forma entre los cristales de minerales isomorfos, lo que permitió comprender el fenómeno y sus límites.